# Trichotosia mcgregorii
Trichotosia mcgregorii är en orkidéart som först beskrevs av Oakes Ames, och fick sitt nu gällande namn av André Schuiteman och De Vogel. Trichotosia mcgregorii ingår i släktet Trichotosia och familjen orkidéer. Inga underarter finns listade i Catalogue of Life.